# Shankar Subramaniam Narayan
Pour les articles homonymes, voir Subramaniam.
Shankar Subramaniam Narayan, né le 12 novembre 1934 dans l'État de Maharashtra ou à Ottaparam dans le Kerala et mort le 5 août 2021 à Thane, est un footballeur indien des années 1950 et 1960.

## Biographie
Il participe aux Jeux olympiques d'été de 1956 puis aux Jeux olympiques d'été de 1960 avec la sélection indienne. Il est ensuite finaliste de la Coupe d'Asie des nations 1964 qui se déroule en Israël.